# Grb Splitsko-dalmatinske županije
Grb Splitsko-dalmatinske županije je grb s plavom bojom štita na kojem se nalazi zlatna Zvonimirova kruna. Izgled krune je zasnovan na prikazu krune na glavi hrvatskog kralja na starohrvatskom reljefu na krstionici iz 11. stoljeća. Ta se krstionica nalazi u katedrali svetog Duje u Splitu, a vjeruje se da figura predstavlja kralja Dmitra Zvonimira koji je vladao do 1075. godine, te za vrijeme svoje vladavine oslobodio Dalmaciju od Mlečana i ustoličio sjedište u Kninu. Slična kruna nalazi se i na grbu Šibensko-kninske županije.